# Partido de la Esperanza
El Partido de la Esperanza (希望の党 Kibō no Tō?) es un partido político japonés fundado por la incumbente gobernadora de Tokio, Yuriko Koike, el 25 de septiembre de 2017. El 7 de mayo de 2018, una facción de la derecha que se opuso a la fusión con el Partido Democrático decidió rehacer el partido con el mismo nombre pero con una nueva dirección e ideología conservadora.

## Historia
El partido fue creado con miras a las Elecciones generales de Japón del 22 de octubre de 2017, luego del éxito de Koike en las Elecciones prefecturales de Tokio de 2017 en Tokio del 3 de julio de 2017, donde a través del partido local Tomin First no Kai desplazó al gobernante Partido Liberal Democrático (PLD).
Entre sus objetivos busca la reforma administrativa, la liberación de la información gubernamental al dominio público, el reemplazo de la política de Abenomics y una reforma constitucional.
Debido al pobre desempeño en las elecciones del 2017, Koike renunció a la presidencia del partido el 14 de noviembre de 2017.